# منتخب ساموا الأمريكية لكرة القاعدة
منتخب ساموا الأمريكية لكرة القاعدة (بالإنجليزية: American Samoa national baseball team)‏ هو ممثل الولايات المتحدة الرسمي في المنافسات الدولية في كرة القاعدة
.